# Cave City (Arkansas)
Cave City è una città statunitense situata nello Stato dell'Arkansas, nella Contea di Sharp e in parte nella Contea di Independence.